# 계보학

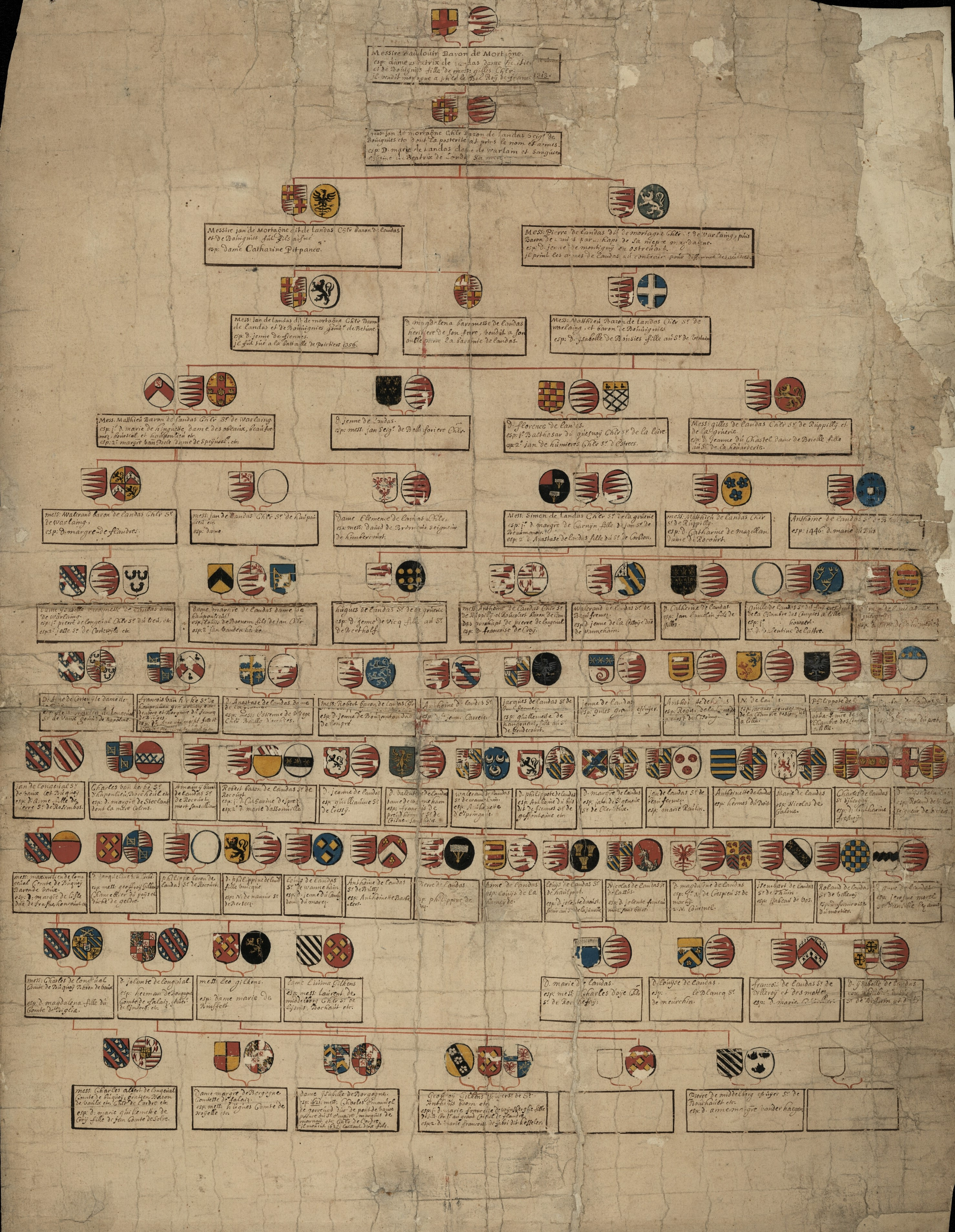
17세기 가문 "란다스 가문"의 가계도

계보학(系譜學, 영어: genealogy)은 가계도를 연구하는 학문을 말한다. 줄여서 보학(譜學)이라고도 많이 쓴다. 계보, 계도에 관한 실질적인 문제를 해결하기 위해 생겨났다. 가문의 뿌리를 알아보기 위해 또는 취미 활동으로도 연구가 활발하다.

## 역사

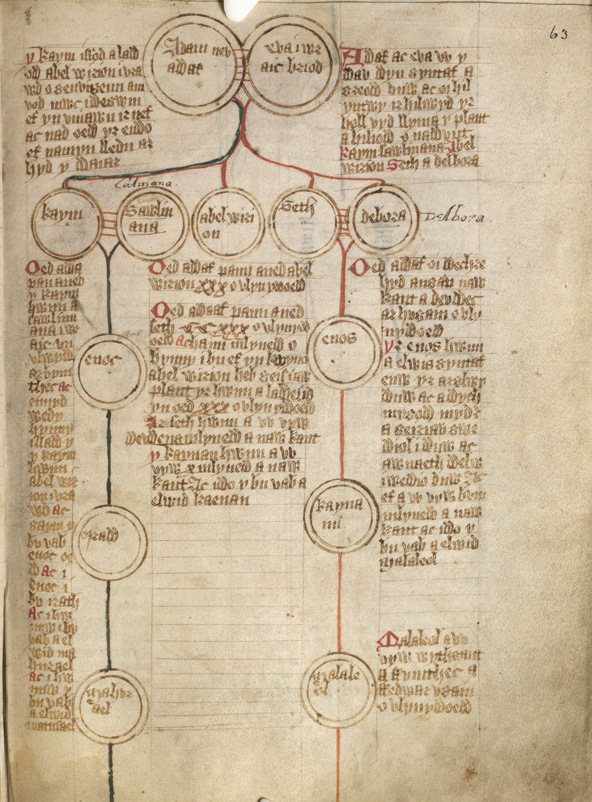
아담과 이브로부터 시작되는 중세 족보

서구 사회에서는 역사적으로 계보학 및 족보의 집중점은 통치자와 귀족의 혈연 관계와 혈통을 중심으로 하였으며 부와 권력에 대한 주장의 정당성을 주장하거나 입증하는 것이었다. 또한, 용어 '계보학'은 왕족의 문장을 연구하는 문장학과 자주 중복되었다. 현대에는 현대의 학자들에 의하여 영국 왕의 조상을 신 워덴의 조상을 시작으로 하는 앵글로색슨 연대기와 같은 많은 귀족 가문들은 꾸며낸 것이라고 간주된다. 몇몇 가계도는 상당한 기간에 걸쳐 만들여졌다. 예를 들어, 공자의 가계도는 2,500년 이상 유지되어 현존하는 가장 큰 가계도로 기네스 세계 기록에 등재되었다. 2009년 공자의 가계도의 제 5판은 '공자세가보속수공작협회(중국어: 孔子世家谱续修工作协会, CGCC)'에서 인쇄되었다.

## 같이 보기
- 족보
- 인명
  - 성씨